# Червоне (Кропивницький район)
Червоне́ — село в Україні, в Гурівській сільській громаді Кропивницького району Кіровоградської області. Населення становить 108 осіб.

## Населення
Згідно з переписом УРСР 1989 року чисельність наявного населення села становила 113 осіб, з яких 43 чоловіки та 70 жінок.
За переписом населення України 2001 року в селі мешкало 107 осіб.

### Мова
Розподіл населення за рідною мовою за даними перепису 2001 року:
| Мова       | Відсоток |
| ---------- | -------- |
| українська | 83,33 %  |
| російська  | 16,67 %  |

## Постаті
- Бусень Олег Петрович (* 1963) — старшина резерву Збройних сил України, учасник російсько-української війни.